# Kōdai-ji
Il Kōdai-ji (高台寺?, Kōdai-ji) o più formalmente Jubuzan Kōdai-ji (鷲峰山高台寺?, Jubuzan Kōdai-ji), ma anche conosciuto come Kodaijusho-zenji è un tempio buddista della scuola Rinzai-shū del Buddismo Zen, situato a Higashiyama-ku, Kyoto, in Giappone.

## Storia
Il tempio venne fondato nel 1606 dalla vedova di Toyotomi Hideyoshi, Nene che aveva preso il nome di Kōdai-in, in omaggio al defunto marito. La costruzione venne poi finanziata dal Tokugawa Ieyasu. Nel 1624 Sanko Joeki, abate del tempio Kenninji venne designato come religioso fondatore e il tempio divenne parte del Kenninji. Dopo aver subito una serie di incendi nel 1789 sopravvivevano alcune parti degli edifici originari: Otama-ya, Kaisan-do, Kangetsu-dai, Kasa-tei e Shigure-tei che permangono oggi ben conservati.

## Il tempio

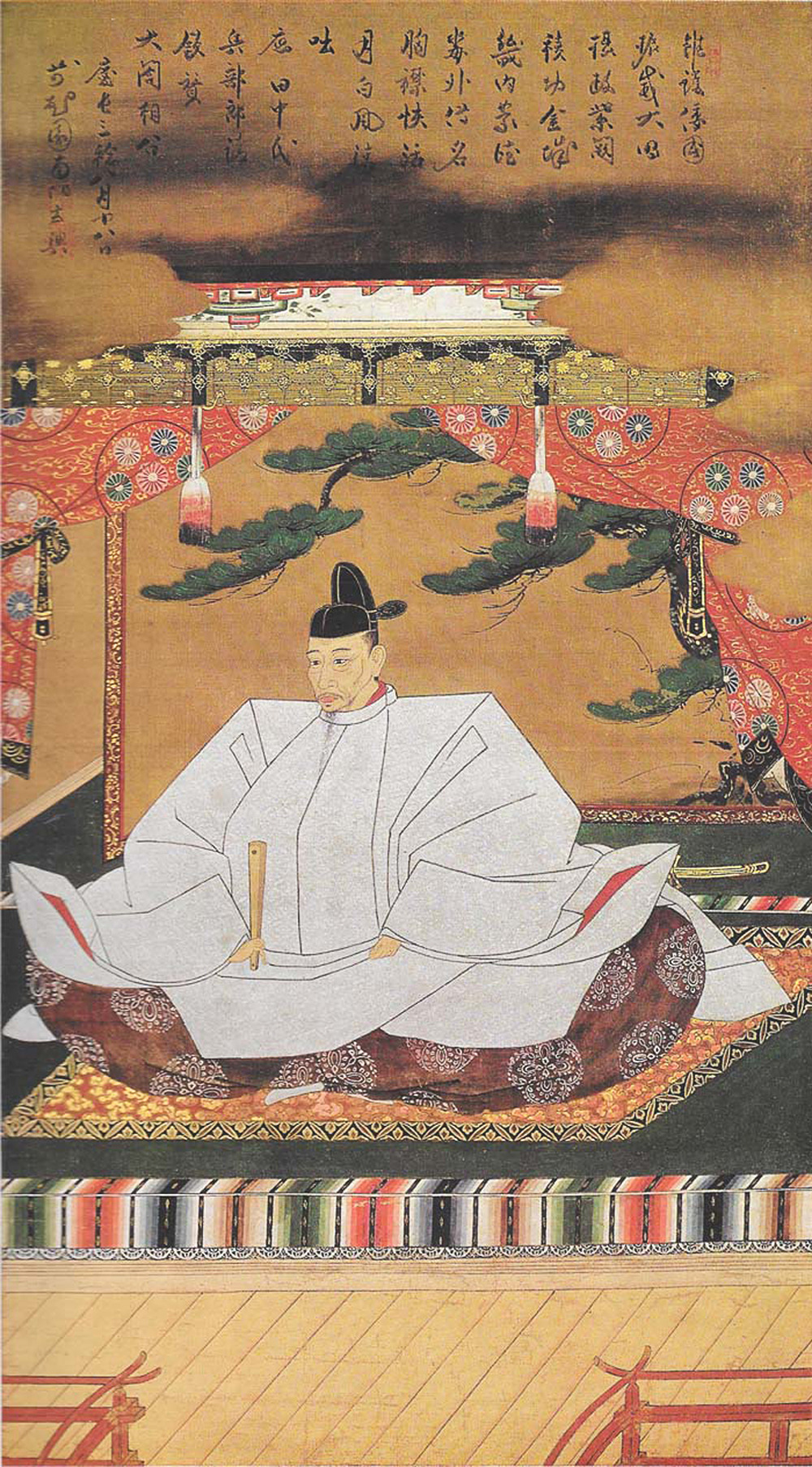
Il ritratto di Toyotomi Hideyoshi

Il tempio è diviso in diversi edifici:
- Il giardino del tempio venne progettato dall’architetto Kobori Ensyu (1579-1647) da un precedente giardino. Nella sezione nord si trova un’isola a forma di tartaruga.
- Il Kangetsu-dai (padiglione per la visione della luna) (Importante proprietà culturale) venne progettato per vedere la luna riflessa sulla superficie dello stagno.
- Il Kaisan-do (Importante proprietà culturale) è dedicato al fondatore del tempio Sanko Joeki, per cui si trova anche una statua all’interno dell’edificio. La parte esterna del padiglione è conosciuta come Rai-do (sala del lavoro).
- Il Garyoro (corridoio del drago disteso) è un corridoio coperto che unisce l’Otama-ya con il Kaisan-do.
- L’Otama-ya (Importante proprietà culturale) è la parte sacra del santuario dove vengono venerate le figure di Toyotomi Hideyoshi e di Kita-no-Mandokoro rappresentate con immagini scolpite in legno. Le tombe di entrambe si trovano sotto la statua di Kita-no-Mandokoro.
- Il Kasa-tei e lo Shigure-tei (Importanti proprietà culturali) sono delle stanze del tè progettate da Sen-no Rikyu, il famoso maestro del tè. Questi edifici furono spostati dal castello Fushimi.
- L’Iho-an era un’altra stanza del tè.

La principale opera del tempio è una statua di Shaka.
Il tempio possiede un certo numero di oggetti designati come importanti beni culturali. Tra questi l'entrata principale e la Sala dello Spirito, conosciute per l'uso del maki-e (la laccatura a foglia d'oro su fondo nero) e per questo l'edificio è soprannominato "Tempio del maki-e". Possiede inoltre una collezione di dipinti, di cui uno di Hideyoshi, di tessuti, e una campana di bronzo su cui è iscritta la data 1606.
Nei pressi del complesso religioso sorge il Museo d'arte Shō, un piccolo museo che raccoglie al suo interno parte del patrimonio artistico del tempio.

## Galleria d'immagini

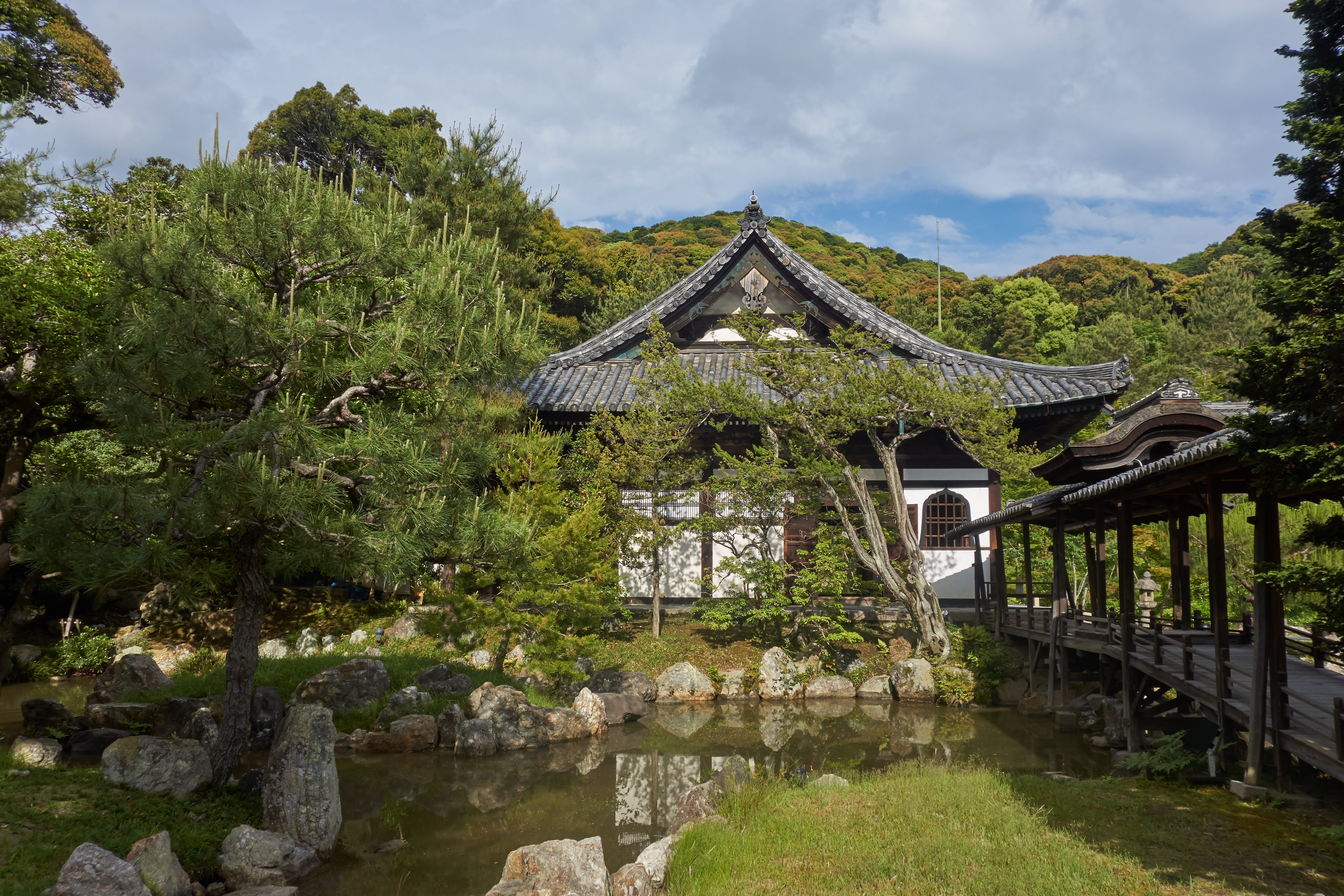
Kangetsu-dai
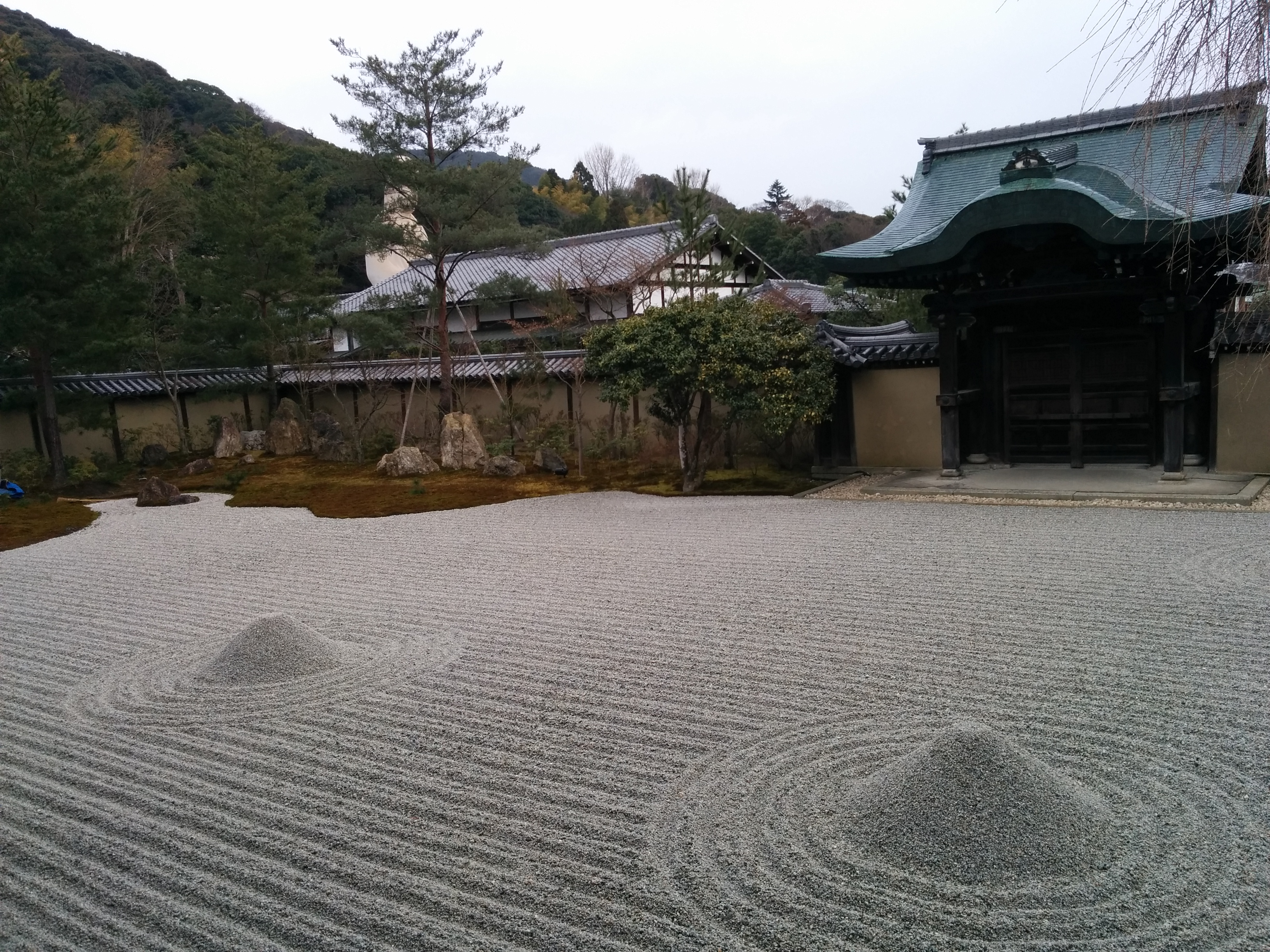
Giardino zen